# Till Eulenspiegel

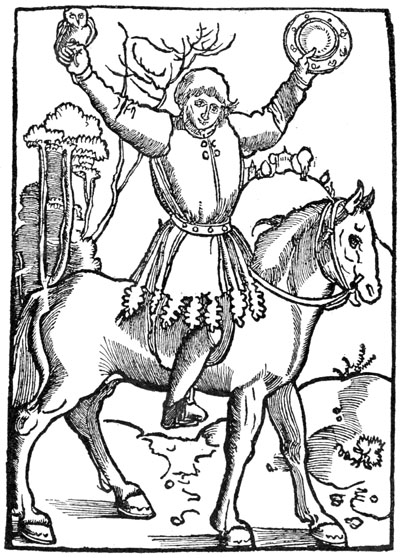
Till Eulenspiegel

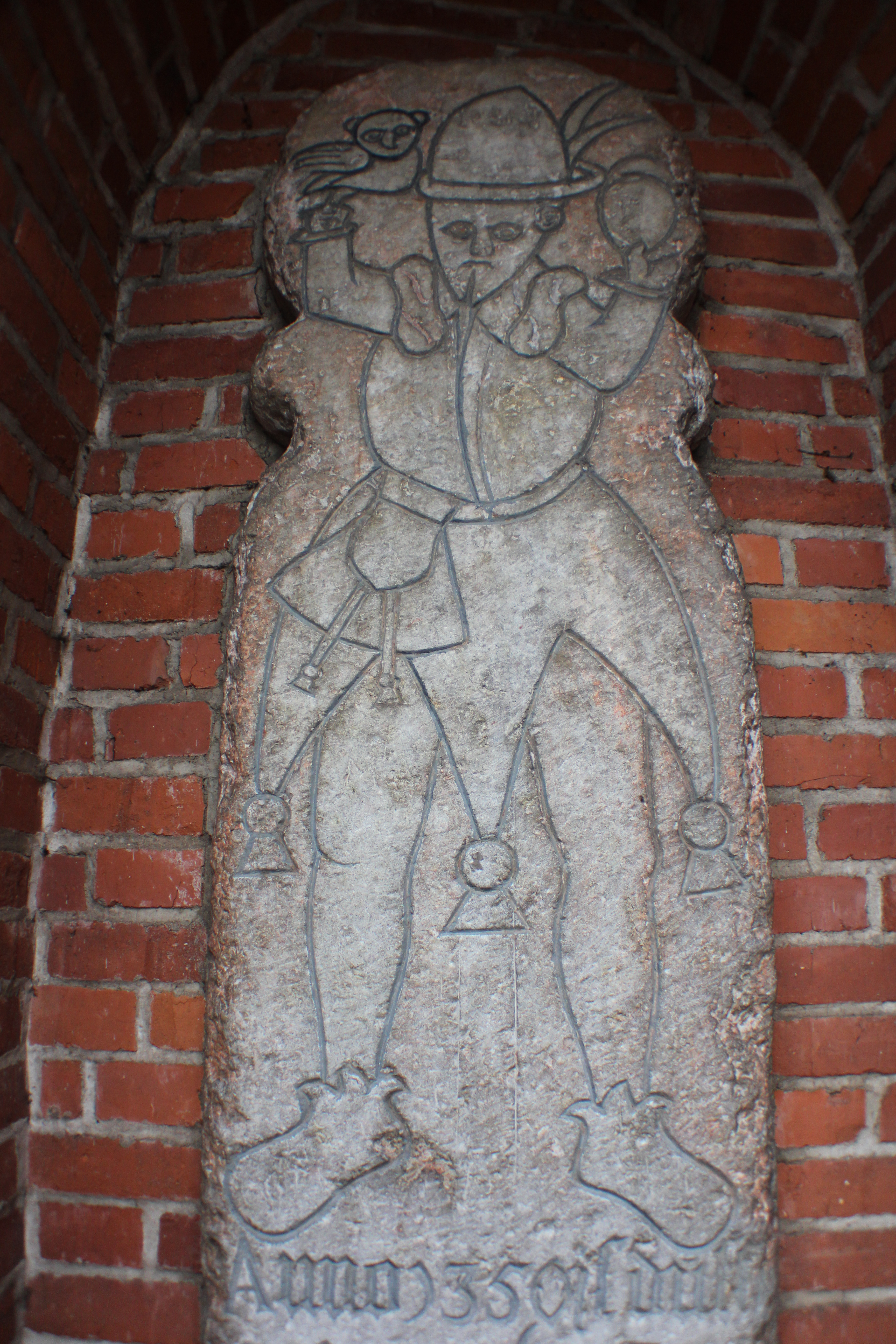
Till Eulenspiegel (Mölln)

Till Eulenspiegel [ˈtɪl ˈɔʏlənˌʃpiːgəl] (lågtyska Dyl Ulenspegel [dɪl ˈʔuːlnˌspɛɪgl̩]) är en fiktiv person. De muntliga berättelserna om honom har sin upprinnelse i medeltida Tyskland.
Enligt traditionen föddes han år 1300 i Kneitlingen nära Braunschweig. Han reste omkring i det Tysk-romerska riket, särskilt norra Tyskland och dog i Mölln 1350. Här finns också en gravsten över honom. Men det finns inga bevis att han motsvaras av någon historisk person.
I de folkliga historierna är han en upptågsmakare som spelar sina medmänniskor olika spratt. Främst drabbar dessa hantverkare, men inte heller adeln eller ens påven går fria.
Den polsk-ryske balettdansaren och koreografen Wacław Niżyński satte 1916 upp Till Eulenspiegel som balett på Metropolitan i New York. Baletten gjordes efter den medeltida historien till musik av Richard Strauss symfoniska dikt Till Eulenspiegels lustige Streiche (Op.28, 1894-95).